# Jan Nygaard A/S
Jan Nygaard A/S er en dansk BMW-bilforhandler- og autoværkstedskæde. Virksomheden har hovedkvarter i Kongens Lyngby, København, hvor den blev etableret af Jan Nygaard i 1994. Jan Nygaard er fortsat ejer af virksomheden og har fem afdelinger i henholdsvis Kongens Lyngby, København, Hillerød, Ejby og Ishøj. Virksomheden har ca. 250 ansatte og en årsomsætning på ca. 2,5 mia. kroner.
Jan Nygaard, et autoriseret BMW-værksted i Ejby, har været genstand for kritik blandt kunder for deres håndtering af garantisager og generelle kundeservice. En særlig sag fremhæver problemer med værkstedets evne til at opfylde forventningerne til BMW's Premium Selection-garanti, som lover 24 måneders dækning af mekaniske og elektroniske komponenter for at sikre "kørsel uden bekymringer."